# Furnică țesătoare
Furnicile țesătoare sau furnicile verzi (genul Oecophylla) sunt insecte eusociale din familia Formicidae (ordinul Hymenoptera). Furnicile țesătoare trăiesc în copaci (sunt în mod obligatoriu arboricole) și sunt cunoscute pentru comportamentul lor unic de construire a cuiburilor, în care muncitorii construiesc cuiburi împletind frunze împreună folosind mătasea larvară. Coloniile pot fi extrem de mari, constând din peste o sută de cuiburi care se întind pe numeroși copaci și care conțin mai mult de jumătate de milion de muncitori. Ca multe alte specii de furnici, furnicile țesătoare pradă insectele mici și își completează dieta cu miere bogată în carbohidrați, excretată de insectele mici (Hemiptera). Muncitorii furnici țesători prezintă o distribuție clară a mărimii bimodale, aproape fără suprapuneri între mărimea lucrătorilor minori și cei majori. Lucrătorii majori au aproximativ 8–10 mm (0,31–0,39 in) în lungime, iar minorii aproximativ jumătate din lungimea majorilor. Lucrătorii majori hrănesc, apără, întrețin și extind colonia, în timp ce muncitorii minori tind să rămână în cuiburi, unde au grijă de puiet și de păduchii țestoși în sau aproape de cuiburi.

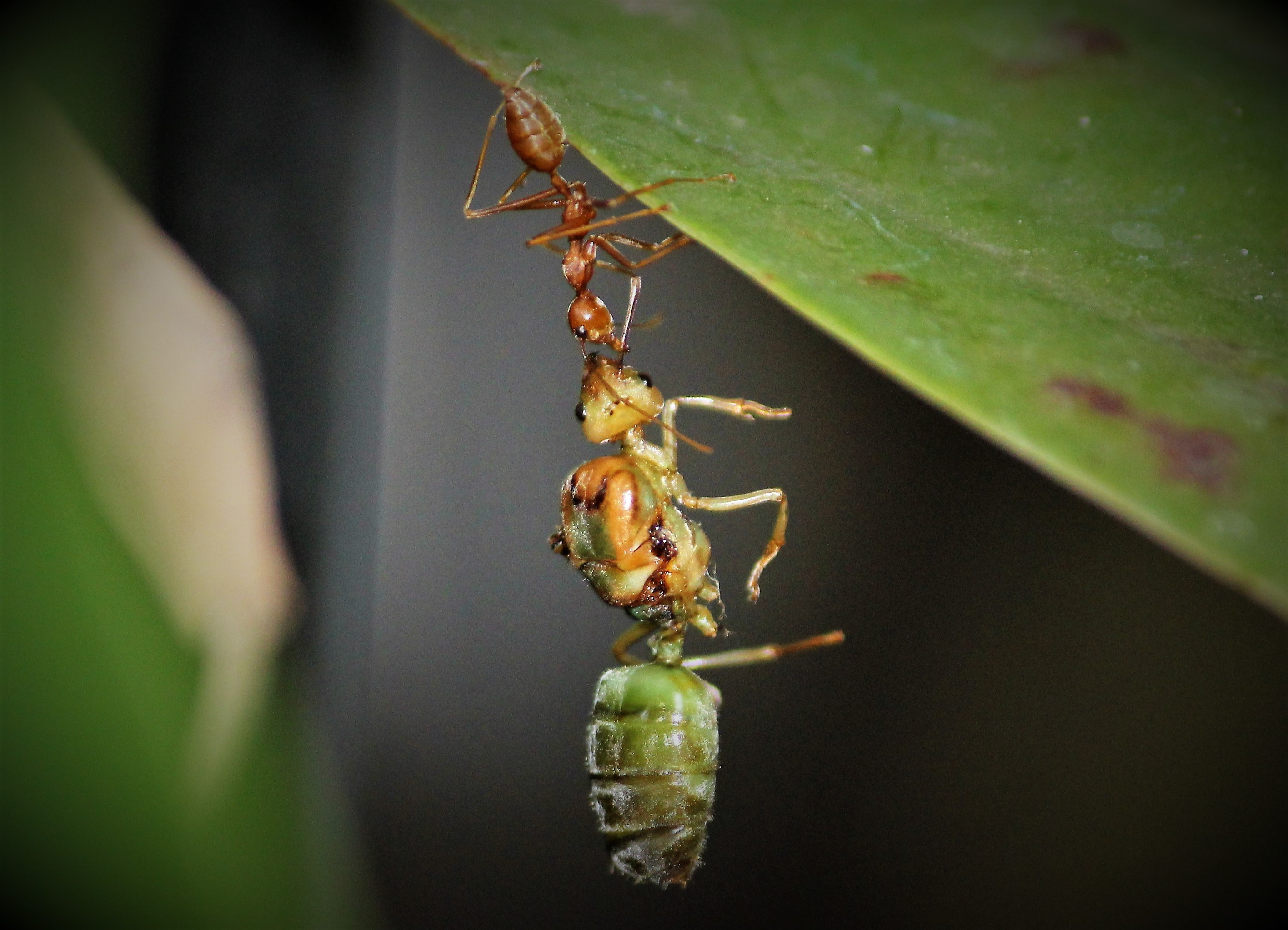
Regina furnică țesătoare moartă purtată de o furnică muncitoare

Culoarea furnicilor țesătoare variază de la roșcat la maro gălbui, în funcție de specie. Oecophylla smaragdina găsită în Australia au adesea gastere de culoare verde strălucitor. Furnicile țesătoare sunt extrem de teritoriale, iar muncitorii își apără agresiv teritoriile împotriva intrușilor. Deoarece pradă insectelor dăunătoare copacilor gazdă, furnicile țesătoare sunt uneori folosite de fermierii indigeni, în special în Asia de sud-est, ca agenți naturali de control biologic împotriva dăunătorilor agricoli. Deși furnicile țesătoare nu au o înțepătură funcțională, ele pot provoca mușcături dureroase și pot pulveriza adesea acid formic direct la rana mușcăturii rezultând un disconfort intens.

## Specii
Specii existente:
- Oecophylla longinoda (Latreille, 1802)
- Oecophylla smaragdina (Fabricius, 1775)

Specii dispărute:
- †Oecophylla atavina Cockerell, 1915
- †Oecophylla bartoniana Cockerell, 1920
- †Oecophylla brischkei Mayr, 1868
- †Oecophylla crassinoda Wheeler, 1922
- †Oecophylla eckfeldiana Dlussky, Wappler & Wedmann, 2008
- †Oecophylla grandimandibula Riou, 1999
- †Oecophylla leakeyi Wilson & Taylor, 1964
- †Oecophylla longiceps Dlussky, Wappler & Wedmann, 2008
- †Oecophylla megarche Cockerell, 1915
- †Oecophylla obesa (Heer, 1849)
- †Oecophylla praeclara Förster, 1891
- †Oecophylla sicula Emery, 1891
- †Oecophylla superba Théobald, 1937

## Taxonomie

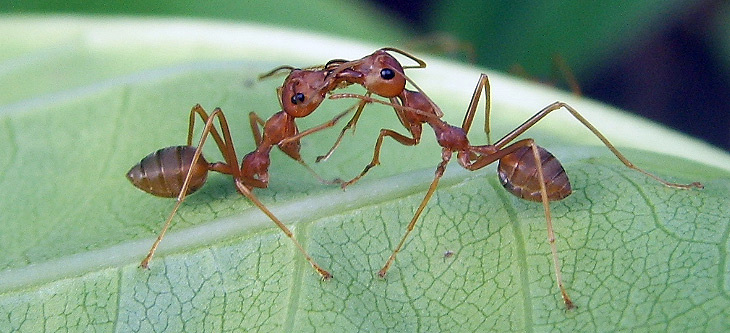
Schimb de alimente lichide prin (trofalaxie) la O. smaragdina

Furnicile țesătoare aparțin genului de furnici Oecophylla (subfamilia Formicinae) care conține două specii vii strâns înrudite: O. longinoda și O. smaragdina. Ele sunt plasate provizoriu într-un trib al lor, Oecophyllini. Genul de furnici țesătoare Oecophylla este relativ vechi și s-au găsit 15 specii fosile din depozitele din Eocen și Miocen. Alte trei genuri de furnici țesătoare, Polyrhachis, Camponotus și Dendromyrmex, folosesc și mătase de larvă în construcția cuiburilor, dar construcția și arhitectura cuiburilor lor sunt mai simple decât cele ale celor din  Oecophylla.

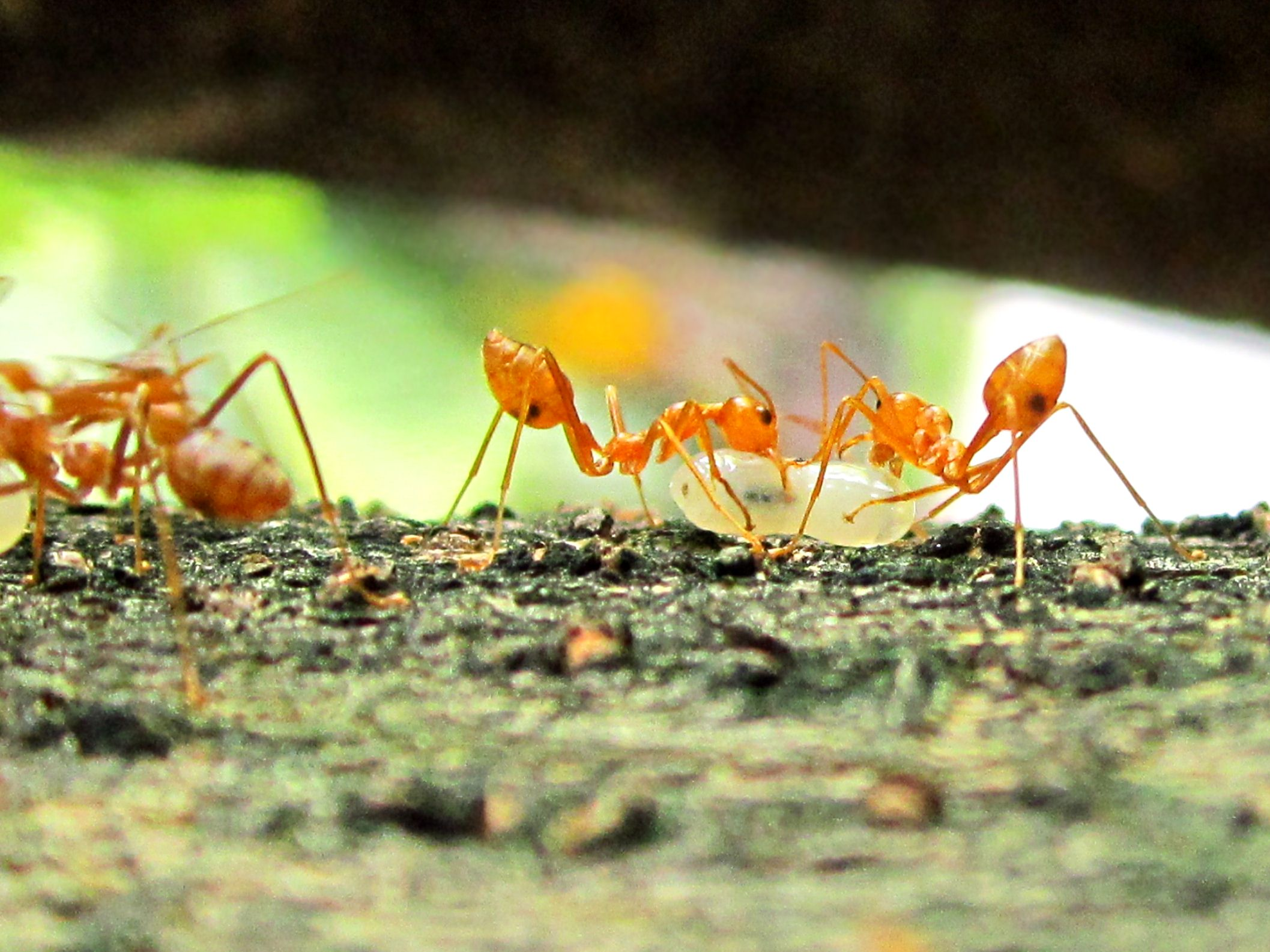
Două O. smaragdina aducând alimente în colonia lor

Caracteristicile comune ale genului includ un prim segment funicular alungit, prezența lobilor propodeali, helciu la mijlocul înălțimii segmentului abdominal 3 și gaster capabil de reflexie asupra mezosomului. Masculii au gheare pretarsale vestigiale.

## Distribuție și habitat
O. longinoda este distribuită în zonele afrotropicale și O. smaragdina din India și Sri Lanka în sudul Asiei, prin sud-estul Asiei până în nordul Australiei și Melanezia. În Australia, Oecophylla smaragdina se găsește în zonele tropicale de coastă până la Broome în Australia de Vest și peste tropicele de coastă din Teritoriul de Nord până la Yeppoon în Queensland.